# Pedinpompilus
Pedinpompilus — род дорожных ос (Pompilidae).

## Распространение
Палеарктика. В Европе 2 вида.

## Описание
Охотятся и откладывают яйца на пауков, которых парализуют с помощью жала. Личинки эктопаразитоиды пауков. Основание усиков расположено ближе к наличнику, чем к глазку. Коготки равномерно изогнутые. Вершина средней и задней голеней помимо шпор несёт шипы разной длины. Верх задних бедер с 1-5 предвершинными короткими прижатыми шипиками.

## Классификация
- Подрод Arctoclavelia Haupt 1962
  - Pedinpompilus sulcatus Wolf, 1978 — Кипр
- Подрод Dyscheria Priesner 1965
  - Pedinpompilus wolfi Priesner, 1965 — Греция